# Audubonov zovoj
Audubonov zovoj (lat. Puffinus lherminieri) je vrsta morske ptice iz porodice zovoja. Znanstveni naziv dobila je u znak sjećanja na francuskog prirodoslovca Félixa Louisa L'Herminiera. 
Audubonov zovoj u prosjeku je dug 30 cm, oko pola veličine crnokapog zovoja. U prosjeku je težak 170 grama. Raspon krila mu je 64-72 cm, a duljina repa je oko 8.5 cm. Dosta je male veličine. Gornji dijelovi tijela su uglavnom crni, a donji bijeli. Na prvi pogled teško se razlikuje od srodnih vrsta, tako da ga dosta ljudi zna pomješati s malim i kratkorepim zovojom.